# Heřman I. Míšeňský
Heřman I. Míšeňský (německy Hermann I. von Meißen, 980? – 1. listopadu 1038) byl míšeňský markrabě. Ač byl zetěm Boleslava Chrabrého, tak byl po celý život věrný císaři.

## Život
Byl nejstarším synem markraběte Ekkerharda I. a Schwanhildy, dcery Heřmana Billunga. 30. dubna 1002 byl markrabě zavražděn a jeho nástupcem se stal Heřmanův strýc Gunzelin, mladší bratr zemřelého. Téhož roku byl Heřman oženěn s Regelindou, dcerou polského knížete Boleslava Chrabrého. Boleslav se opakovaně snažil o získání míšeňského území a mezi míšeňskými vládly rodinné spory.
| „                     | Mezitím se dostali do sporu markrabata Hermann a Guncelin a válčili způsobem, který je v těchto krajích neobvyklý… | “ |
| — Dětmar z Merseburku | |   |

Gunzelin po marném dobývání Heřmanova hradu Strehla nechal vypálit hrad Rochlitz a Heřman s mladším bratrem Ekkerhardem na oplátku dobyli a do základů zničili Gunzelinův hrad na Sále. Kořist si mezi sebou rozdělili. Následovala králova intervence a Gunzelin s podezřením, že prodává poddané Židům, skončil v biskupském vězení.
| „                     | O následujících žních na přímluvu královny a svého milého Tagina pak postoupil marku markraběti Hermannovi, s čímž vyslovila souhlas ostatní knížata… | “ |
| — Dětmar z Merseburku | |   |

Po převzetí Míšně se Heřman zúčastnil králova výboje do Slezska, kde měl být mečem ztrestán Boleslav Chrabrý. Po několika letech bojů s Boleslavem císař 30. ledna 1018 uzavřel mír a Heřman byl jedním z přísahajících svědků. Zemřel v listopadu 1038 bez legitimního následníka a jeho nástupcem se stal mladší bratr Ekkerhard.
Oba bratři jsou společně se svými manželkami zpodobněni mezi fundátory naumburského dómu od anonymního sochaře tzv. Mistra Naumburského.